# Káraný
Káraný je obec ve Středočeském kraji v okrese Praha-východ. Rozkládá se asi dvacet osm kilometrů severovýchodně od centra Prahy a sedm kilometrů východně od města Brandýs nad Labem-Stará Boleslav. Má rozlohu 894 hektarů a žije zde 823 obyvatel. Vodní zdroj Káraný zásobuje Prahu a okolí.

## Přírodní poměry
Káraný leží na pravém břehu Labe a levém břehu řeky Jizery, těsně před jejich soutokem, zhruba 5 km východně od města Brandýs nad Labem-Stará Boleslav. Byla založena v roce 1777 a za svoji krátkou historii vstoupila do povědomí především svými zdroji pitné vody, kterými od roku 1914 zásobuje Prahu a okolí.
V okolí Káraného je lesnatá rekreační oblast s chráněným územím Černý orel u soutoku Labe s Jizerou, přírodní rezervací Lipovka – Grado, se slepým ramenem Labe nyní nazývaným Grado a řadou tůní. Do jihovýchodní oblasti katastrálního území Káraný zasahuje část přírodní rezervace Káraný – Hrbáčkovy tůně.

## Územněsprávní začlenění
Dějiny územněsprávního začleňování zahrnují období od roku 1850 do současnosti. V chronologickém přehledu je uvedena územně administrativní příslušnost obce v roce, kdy ke změně došlo:
- 1850 země česká, kraj Praha, politický okres Karlín, soudní okres Brandýs nad Labem[4]
- 1855 země česká, kraj Praha, soudní okres Brandýs nad Labem[4]
- 1868 země česká, politický okres Karlín, soudní okres Brandýs nad Labem[4]
- 1908 země česká, politický i soudní okres Brandýs nad Labem[5]
- 1939 země česká, Oberlandrat Mělník, politický i soudní okres Brandýs nad Labem[6]
- 1942 země česká, Oberlandrat Praha, politický i soudní okres Brandýs nad Labem[7]
- 1945 země česká, správní i soudní okres Brandýs nad Labem[8]
- 1949 Pražský kraj, okres Brandýs nad Labem[9]
- 1960 Středočeský kraj, okres Praha-východ[10]

## Rok 1932
V obci Káraný (250 obyvatel, Vodárny hl. města Prahy) byly v roce 1932 evidovány tyto živnosti a obchody: 3 hostince, košíkář, 2 obchody se smíšeným zbožím, výroba ocelobetonových stožárů Centra, trafika.

## Doprava
Do obce vede silnice III. třídy. Ve vzdálenosti 5 km lze dojet na dálnici D10 exit 14 (Stará Boleslav), rovněž ve stejné vzdálenosti silnice II/610 Praha-Kbely - Brandýs nad Labem-Stará Boleslav - Benátky nad Jizerou - Mladá Boleslav. Katastrálním územím obce prochází železniční trať Praha–Kolín, ale železniční stanice na území obce není. Nejblíže je železniční stanice Stará Boleslav ve vzdálenosti pět kilometrů na Lysá nad Labem – Ústí nad Labem.
Autobusová doprava 2025
Obec obsluhuje autobusová linka 666 v trase Káraný,pošta - Nový Vestec - Stará Boleslav,aut.st. (dopravce ČSAD Střední Čechy)

## Fotogalerie

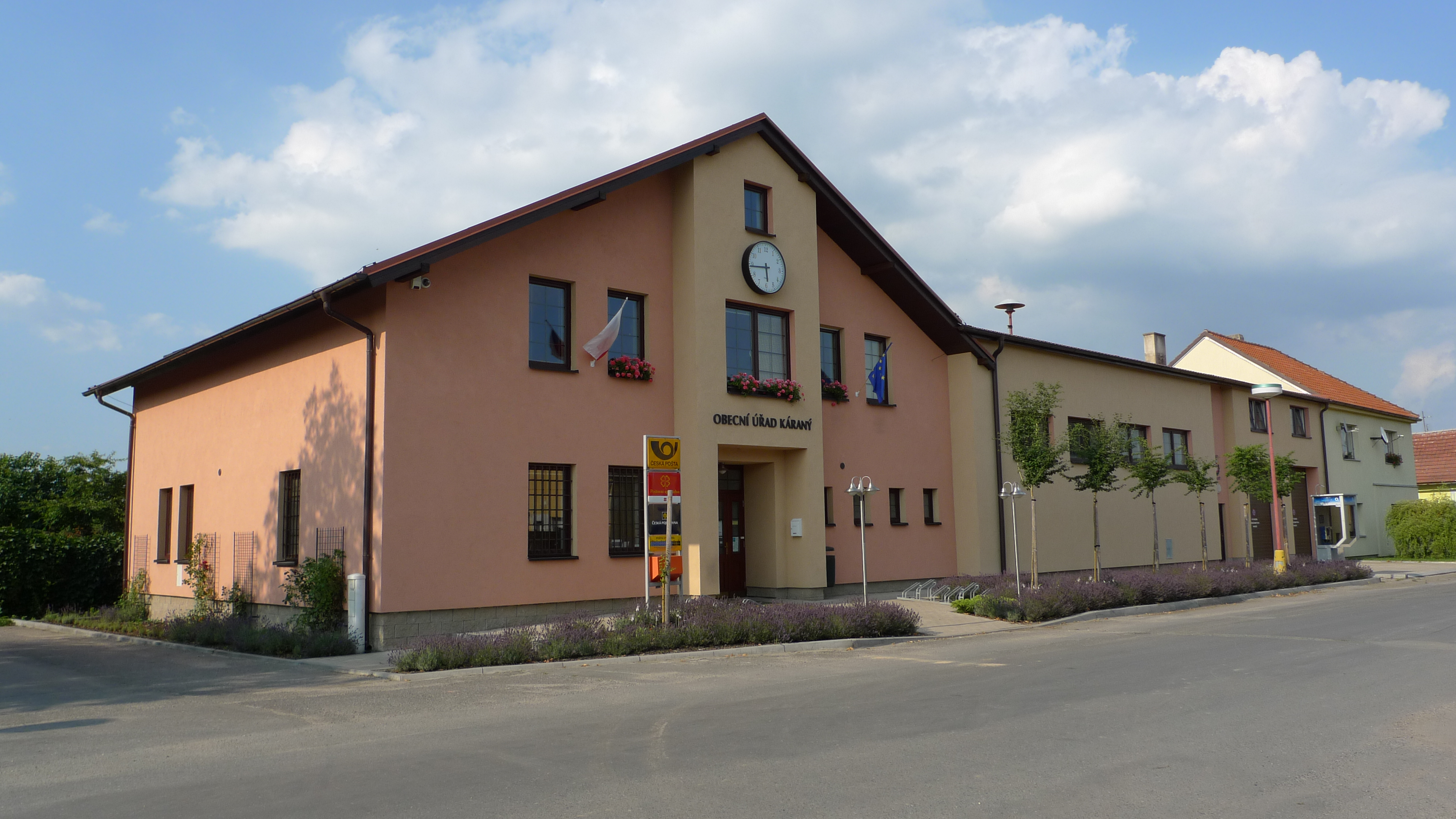
Obecní úřad, pošta a hasičská zbrojnice v Káraném
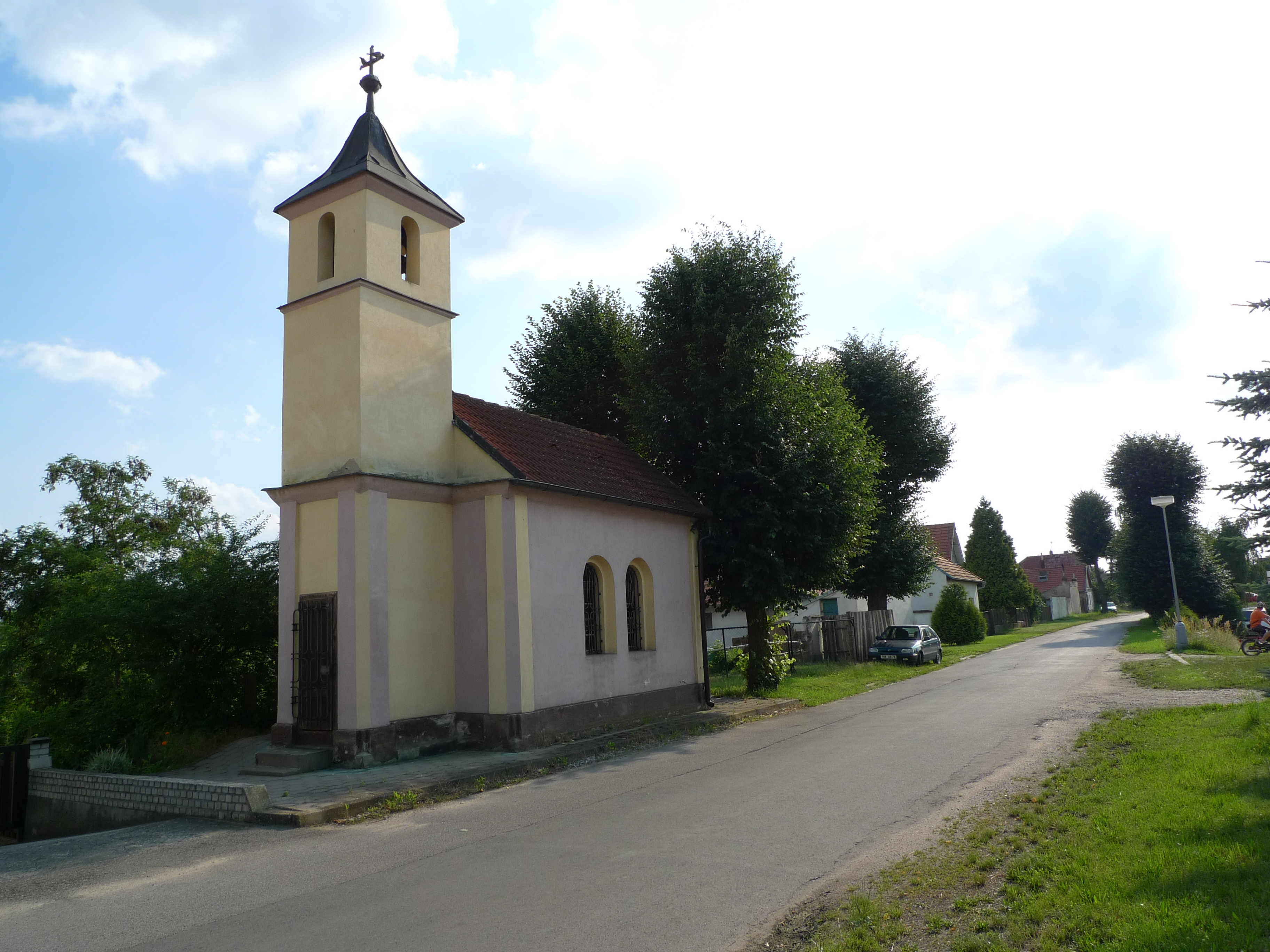
Kaple v Káraném
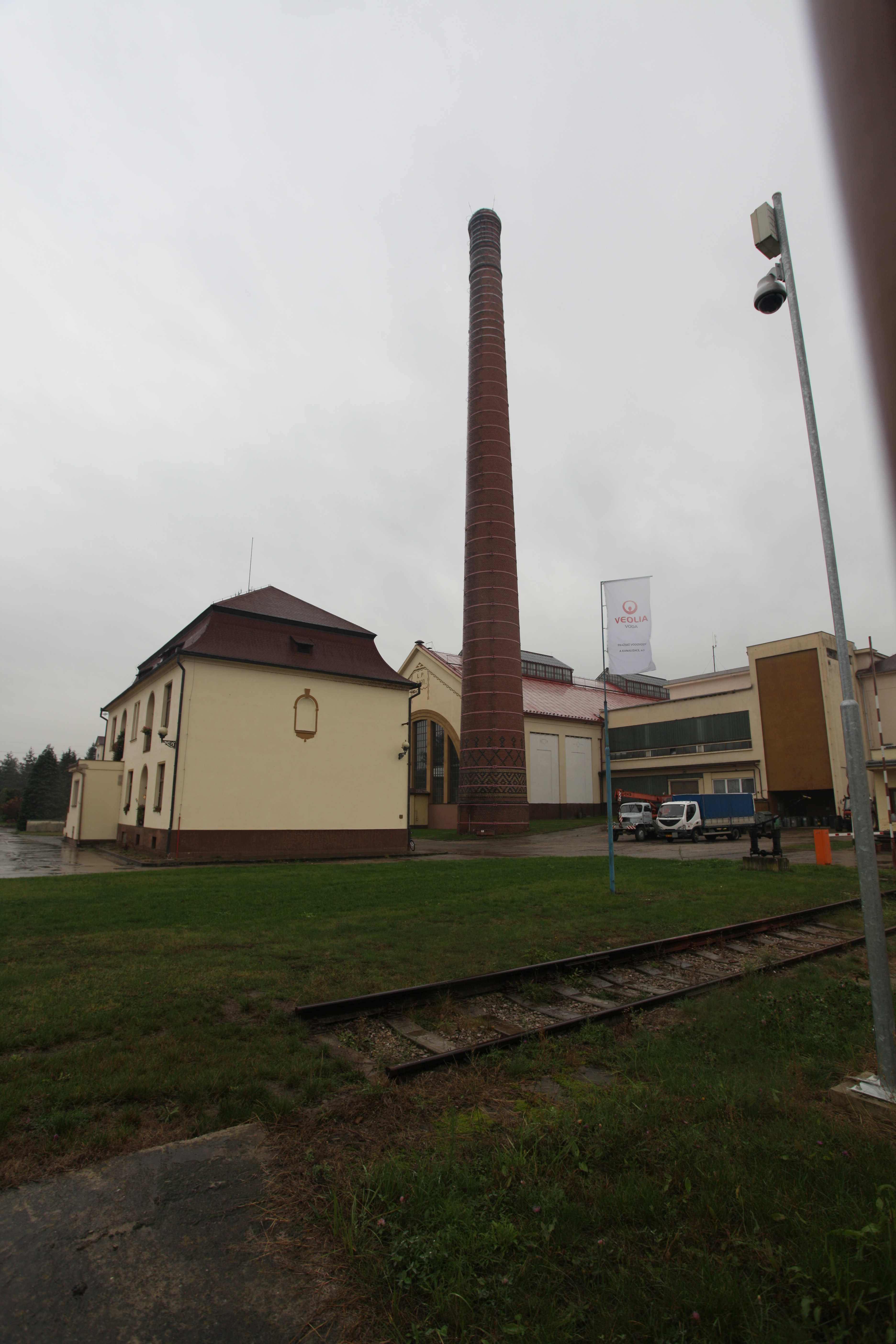
Úpravna vod Káraný
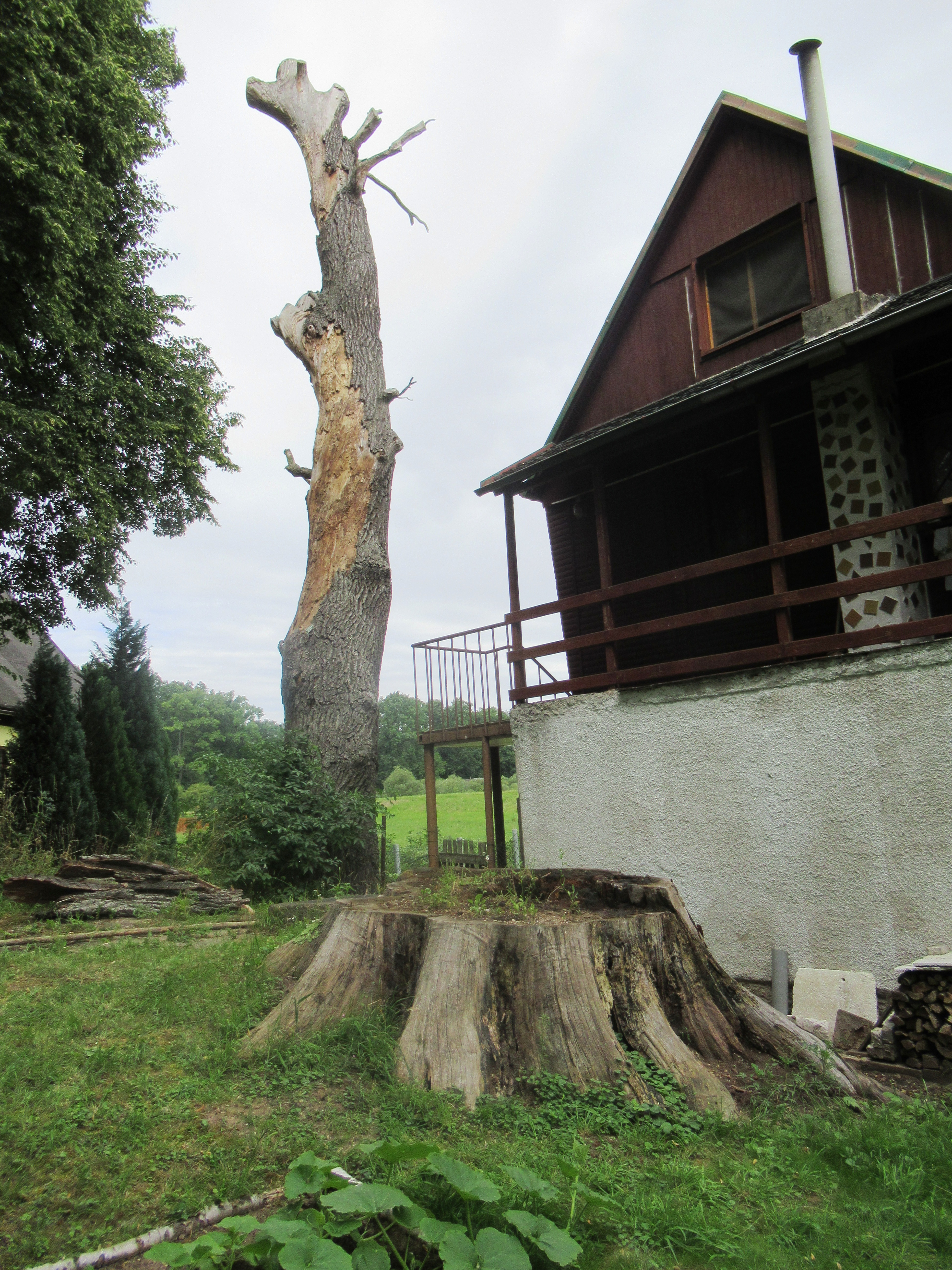
Dva duby v osadě Komáří Vrch
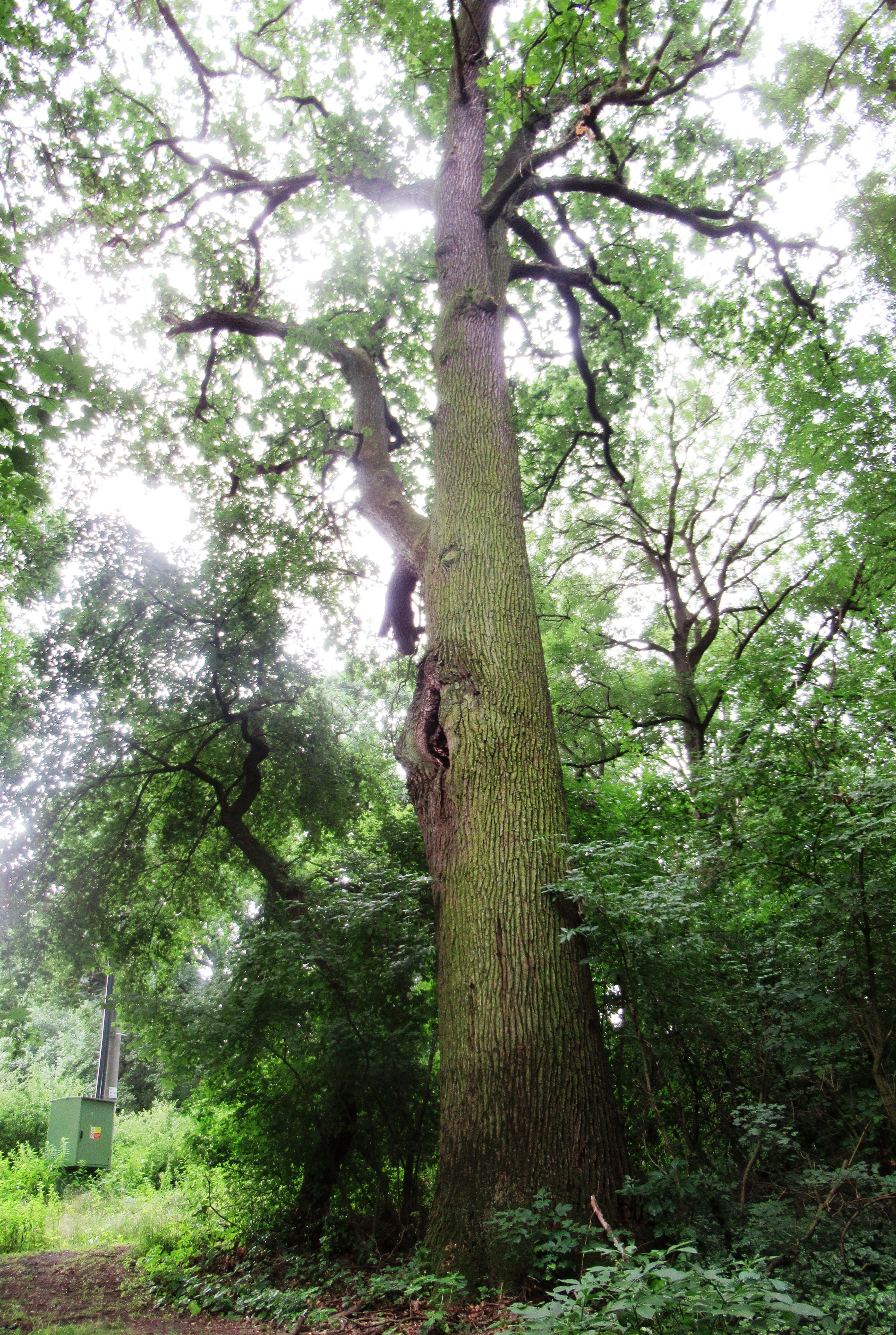
Dub V dobrém pivě